# Buenavista (Sucre)
Buenavista es un municipio colombiano del departamento de Sucre ubicado en la subregión de Sabanas. Fue fundado por don Antonio De La Torre y Miranda en 1776.

## Geografía

### Topografía
El territorio en su mayor parte es semiplano y en la parte occidental semiondulado, con zonas ricas en aguas anegadizas. La parte oriental está atravesada por el Arroyo Grande.

### Clima
Esta localidad pertenece a la Subregión sabanas, de piso térmico cálido. Tiene dos épocas definidas: Una seca que comprende los meses de noviembre a marzo y otra lluviosa que va desde el mes de abril a octubre.
La temperatura media es de 28 grados centígrados y la altura sobre el nivel del mar es de 87 metros. 

### Límites
- Norte: con San Pedro y Córdoba (Bolívar).
- Sur: con Sincé y Galeras.
- Oriente: con Magangué
- Occidente: con Sincé y San Pedro.

## División Político-Administrativa
Además de su Cabecera municipal. Buenavista tiene bajo su jurisdicción los siguientes Centros poblados:
- Costa Rica
- Las Chichas
- Los Anones
- Providencia

## Historia

### Fundación
Buenavista fue fundada por el Hidaldo Señor denominado "Congregador de Pueblos" Don Antonio De La Torre y Miranda, sobre los restos de un caserío de nombre Chiscas, el cual estaba habitado por 104 personas distribuidas en 16 chozas.
Este hecho ocurrió en un recorrido que realizó De La Torre cuando salió de la provincia de Cartagena, pasando por el Canal del Dique, y luego remontó el río Magdalena deteniéndose en Tetón (hoy Córdoba, municipio del departamento de Bolívar).
De ahí emprendió el viaje hacia Sincé y en su afán por encontrar una salida que lo comunicara nuevamente con el río Magdalena o con el río Cauca, se encontró con Chiscas el 22 de octubre de 1776. Pernoctó y se vio obligado a permanecer varios días debido al enorme crecimiento del Arroyo Grande y del Arroyo Chiquito, que presentaban una sola unión de aguas que impedían el paso; en tal circunstancia, De la Torre se dio la tarea de ordenar y demarcar calles y bautizó el lugar con el nombre de Santo Tomás Cantaurience.
Por este caserío pasaban caravanas de arrieros que hacían el comercio a lomo de mula entre Magangué, Sincé, Corozal, Sincelejo y la Región de la Mojana. Muchos de esos arrieros hacían su jornada de descanso en este caserío, algunos obligados por la creciente de los arroyos, por lo que muchos fueron los que con el tiempo se asentaron definitivamente y trajeron a sus familias, las cuales fueron creciendo considerablemente. Posteriormente se cambió el nombre de Congregador por el de Buenavista.

### Fiestas patronales

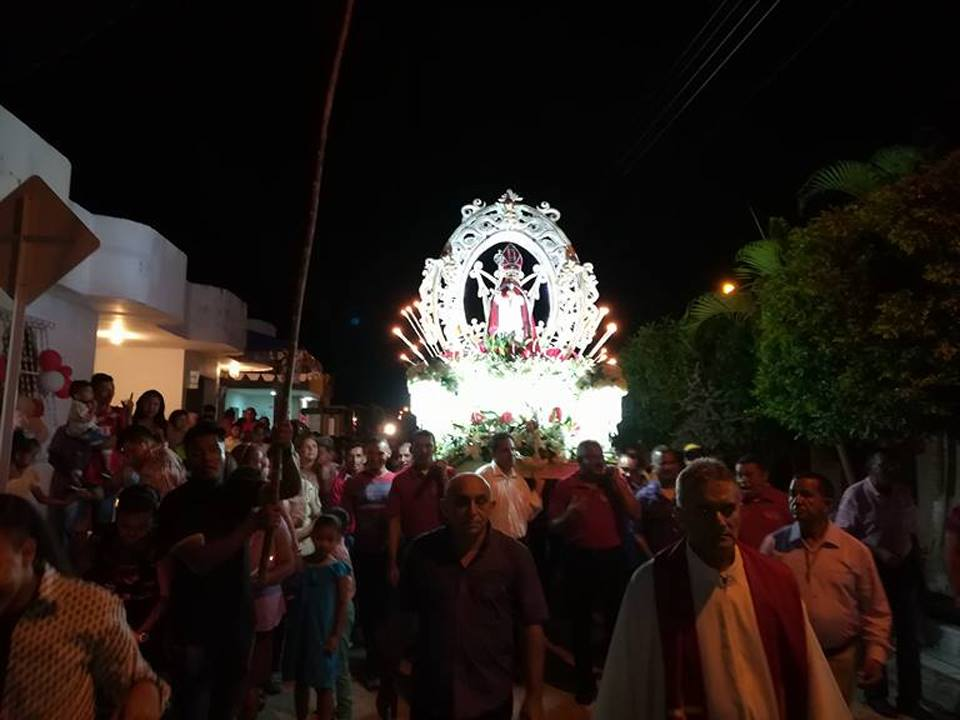
Procesión en honor a santo Tomás Becket (2017)

En Buenavista se celebran dos fiestas patronales una menor y otra mayor la primera es la de Nuestra Señora Del Carmen el 16 de julio que se celebran con novenas nueve días antes, misa campal, caravanas y en la tarde procesión, donde después en la plaza de El Carmen se celebra el festival vallenato, donde se presentan varias canciones compuestas para el evento y hay ganadores y premios además hay concierto con artistas invitados
La fiesta patronal mayor se celebra el día 29 de diciembre en honor al patrono de Buenavista, Santo Tomás Becket, el cual fue seleccionado como patrono del municipio desde su fundación, las festividades en su honor comienzan desde el 20 de diciembre cuando inician los días de novena donde los feligreses asisten a la parroquia y participan de la novena, y donan ofrendas para la parroquia, los más necesitados y arreglos para engalanar a la imagen del santo, la banda está presente en cada novena para entonar su himno y otros porros representativos antes y después de la novena.
El día 29 de diciembre comienza. A las 01:00 de la madrugada con el repique de campanas, después a las 03:00 a. m. comienza la alborada que se empieza con una serenata en honor a santo Tomás en el atrio de la iglesia y después salen 2 bandas a recorrer el pueblo anunciando a este que el día de su patrono ha llegado, desde esa hora comienzan a llegar los más devotos a ver el hermoso arreglo que está engalanando a la imagen del santo ese día.
A las 06:00 a. m. comienza la primera misa con una asistencia masiva donde no cabe más gente dentro de la iglesia, esta asistencia se presenta durante todas las misas, la solemne a las 10:00 a. m. de la mañana donde asiste el obispo de Sucre y a las 05:00 p. m. la misa para devotos y peregrinos, una vez acabada la última misa sale la procesión con la imagen del santo patrono de los buenavisteros, la imagen es cargada por los más devotos y se presenta una asistencia masiva donde se ven ríos de gente en las calles acompañando el recorrido de la imagen también van varias bandas entonando su himno y mucha pólvora, a las 08:00 p. m. llega a la iglesia la imagen que termina su recorrido con aplausos y muchos fuegos pirotécnicos, después que acaban los eventos religiosos empieza el concierto hasta la madrugada

### Jurisdicción de Sincé
Desde un principio el dominio político de este caserío lo ejercía Sincé, sin establecer ninguna autoridad civil hasta 1895, año en que se estableció la primera autoridad, el Inspector de Policía Joaquín Benítez, quien utilizaba un cepo de carreto donde metía las piernas de quienes quebraban la ley para que purgaran su pena. Después de Don Joaquín, vinieron otros con el mismo estilo de gobierno pero más benévolos como Don Ventura Aguilera y Don Pedro Romero, quien ordenó construir el Pozo de Las Iguanas, en 1904.
Bolaño es la primera aguada pública que construyeron en Buenavista, la cual tiene más de 200 años; después sigue La Esperanza y por último el Pozo Nuevo, siendo Inspector el señor Jorge Pinedo, en 1920. El primer educador que tuvo Buenavista fue Don Gabriel García Martínez, seguido de Don Felipe Ordóñez. El primer Cura párroco que celebró misa fue el padre Garrido, natural de Mompox, y después el padre López, originario de Sinú.

### Corregimiento de San Pedro
El dominio político y administrativo ejercido por Sincé duró muchos años, hasta que el Instituto Geográfico Agustín Codazzi reorganizó estos territorios pasando Buenavista a ser Corregimiento del Municipio de San Pedro, lo cual duró también algunos años.
Debido a descuidos de San Pedro por los problemas del Corregimiento, surgió el liderazgo del joven dirigente hijo de Buenavista Don Emiro Cerro Arrieta, quien con el apoyo del corregimiento se hizo elegir Concejal del Municipio de San Pedro para defender los derechos de su población. 
Más tarde, don Emiro fue nombrado Alcalde, lo cual fue muy fructífero para el municipio de Buenavista, ya que se empezaron a organizar las primeras escuelas, que en el pueblo no existían. Durante esa administración se crearon Plazas de Maestros, se compraron lotes para la construcción de locales escolares y otras obras.
Don Emiro Cerro Arrieta logró conseguir un escaño en la Asamblea Departamental de Bolívar y mediante la presentación y aprobación de un proyecto consiguió que la administración del Corregimiento la ejerciera Cartagena, y así se obtuvo la categoría de Corregimiento Departamental, por lo que el Inspector del pueblo era nombrado directamente por el gobernador y no por el alcalde de San Pedro y su título era de Inspector Departamental de Policía.

### Creación del Municipio
Con el paso del tiempo se promulgó la creación del Departamento de Sucre, con capital Sincelejo. Este hecho fue fundamental para la historia del Corregimiento, que aprovecha los momentos de efervescencia de la nueva Asamblea Departamental de Sucre, al igual que otros Corregimientos, y solicita la segregación política y administrativa del Municipio de San Pedro. Este objetivo fue logrado y Buenavista fue elevado a Municipio mediante Ordenanza n.º 09 del 6 de noviembre de 1968. El primer alcalde que tuvo Buenavista fue Don Emiro Cerro Arrieta, a quien le correspondió la organización del nuevo Municipio en 1969.

### Actualidad
Lo más importante es el impulso que últimamente se viene dando en el sector educativo, el cual en la actualidad cuenta con 91 profesores, entre los que se cuenta 70 nacionales, 17 departamentales y 4 municipales con 1107 alumnos matriculados en primaria, 653 en bachillerato, la apertura del sexto grado de bachillerato en las Chichas, la jornada nocturna básica primaria, y la creación de instituto de educación no formal en la cual se dictan cursos de ebanistería, soldadura, electrónica, pintura industrial e informática.

## Servicios públicos
- Energía Eléctrica: Afinia, del grupo EPM, es la empresa prestadora del servicio de energía eléctrica.
- Gas Natural: Surtigas es la empresa distribuidora y comercializadora de gas natural en el municipio.